# Bobonong
Bobonong é uma cidade localizada no Distrito Central em Botswana que dista cerca de 80 km do distrito urbano de Selebi-Phikwe. Possuía, em 2011, uma população estimada de 19 389 habitantes.